# 纳闽

纳闽联邦直辖区地图

纳闽（爪夷文: لابوان；全稱纳闽联邦直辖区）是马来西亚东部一个聯邦直轄區，位于沙巴西南部，是南中国海中的岛屿。纳闽在马来语是“良港”的意思。纳闽也是一个自由贸易港及旅游胜地。纳闽原是沙巴一部分，但自1984年成為聯邦直轄區后，纳闽属于马来西亚独自的行政区划，从此受联邦政府直接管辖，不再由沙巴州政府管制。纳闽的首府是维多利亚。
纳闽于1990年成为自由港和國際離岸金融中心，获世界级城市评为高度自足级（High Sufficiency level cities）城市。

## 歷史
納閩原本是汶莱王朝的一部分，但於1846年被汶莱蘇丹割讓給英國，並將之改名為“維多利亞島”（Victoria Island），1848年成為英國皇家殖民地。1867年，軒尼詩被英國政府任命為納閩的總督，任內除了改善了囚犯待遇、還提高了稅率，因此受到殖民地部的批評。1868年2月4日，納閩當地一名歐亞混血女子凱瑟琳·伊麗莎白（Katherine Elizabeth）嫁給軒尼詩為妻。1871年，英國政府選定軒尼詩為下一任巴哈馬總督，他在同年9月離開納閩，啟程返國。
1890年1月1日，納閩被英國合併為英屬北婆羅洲的一部分。1906年10月30日，納閩被合併為海峽殖民地的一部分。1942年，太平洋戰爭爆發，馬來半島、新加坡、北婆羅洲和砂拉越被日軍所佔領，被改名為“前田島”，源自前田利為。1945年，日本投降，英國殖民地政府取回統治權，重新受海峽殖民地政府管治。1946年7月15日，納閩重歸英屬北婆羅洲。於1963年7月15日脫離英國的統治組成馬來西亞，但歸沙巴管治。

### 联邦直辖区
1984年4月16日，纳闽岛被宣布为联邦直辖区的仪式在本岛举行，该宣布意味纳闽将成为马来西亚第二个联邦直辖区。在仪式上，代表联邦政府的首相马哈迪·莫哈末和代表沙巴政府的首长哈里斯沙烈签署了协议书。马哈迪在仪式上致辞时对沙巴政府同意将纳闽成为联邦直辖区表示感谢。
1990年成為自由港及國際離岸金融中心。1992年3月，马来西亚政府正式成立纳闽发展局。主要任务包括：促进、加强纳闽作为国际离岸金融中心、旅游点和免税区的地位。

### 郵政

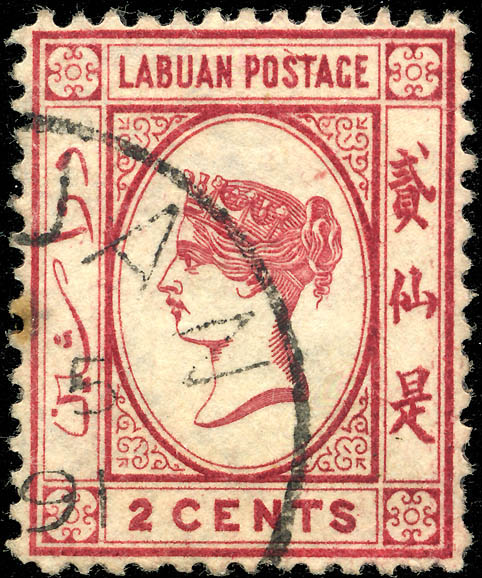
納閩在英國殖民地時期的郵票

納閩的郵政局從1864年開始投入服務。一些郵件使用當時英屬印度或英屬香港的郵票，不過通常都是用於私人的郵件。當時的郵件都需要經由新加坡再轉遞到別的地方。1867年時納閩的郵政局使用海峽殖民地的郵票，直到1879年5月才出現本土發行的郵票。

## 行政區劃
納閩聯邦直轄區曾被分爲27個行政村（kampung），而目前则只分市区和郊区2个行政区：
- 雙溪拉布（Sungai Labu）
- 峇都阿朗（Batu Arang）
- 峇都瑪妮卡（Batu Manikar）
- 拉央拉央岸（Layang-Layangan）
- 魯卜德米漾暨古邦灣（Lubok Temiang Dan Tanjung Kubong）
- 蘭查蘭查（Rancha-Rancha）
- 古魯邦暨拿加浪（Kerupang Dan Nagalang）
- 雙溪拉達（Sungai Lada）
- 拉焦（Lajau）
- 邦台（Pantai）
- 丹絨亞路（Tanjung Aru）
- 榴梿丹絨（Durian Tunjung）
- 雙溪美里暨雙溪巴卡（Sungai Miri Dan Sungai Pagar）
- 葛錫暨沙古京（Gersik Dan Saguking）
- 崗加臘暨默林丁（Ganggarak Dan Merinding）
- 武吉古打（Bukit Kuda）
- 武吉卡蘭（Bukit Kalam）
- 雙溪柏道恩（Sungai Bedaun）
- 柏武罗（Bebuloh）
- 柏宏峇都（Pohon Batu）
- 巴島巴島（一）（Patau-Patau 1）
- 巴島巴島（二）（Patau-Patau 2）
- 雙溪佳寧（Sungai Keing）
- 基朗暨阿卡岛（Kilan Dan Pulau Akar ）
- 柏魯古（Belukut）
- 雙溪邦岸（Sungai Bangat）
- 雙溪布頓（Sungai Buton）

## 人口
根据2000年的统计，纳闽的人口是86708人，其中土族占62594人、华人占10014人、及其他种族占14100人。

## 名人
- 軒尼詩（Sir John Pope Hennessy），納閩總督（任期：1867年－1871年9月）。
- 歌手龚柯允

## 常年活动
- MyExpo消费展销会[6]

## 外部連結
- 納閩管理机构官方網站 （页面存档备份，存于）